# О’Коннор, Гарри
Га́рри Ло́уренс Джон О’Ко́ннор (англ. Garry Lawrence John O'Connor; род. 7 мая 1983, Эдинбург) — шотландский футболист, нападающий и тренер. Выступал за сборную Шотландии.

## Карьера

### Клубная

#### «Хиберниан»
О’Коннор начал профессиональную карьеру в клубе «Хиберниан», за который болел в детстве. До своего дебюта в основной команде в 2000 году Гарри на правах аренды перешёл в клуб «Питерхед», за который сыграл 5 матчей и забил 1 гол. Первый матч за «Хиберниан» футболист сыграл 29 апреля 2001 года, когда вышел на замену в матче против «Данди». Этот матч остался единственным для О’Коннора в чемпионате Шотландии в сезоне 2000/01.

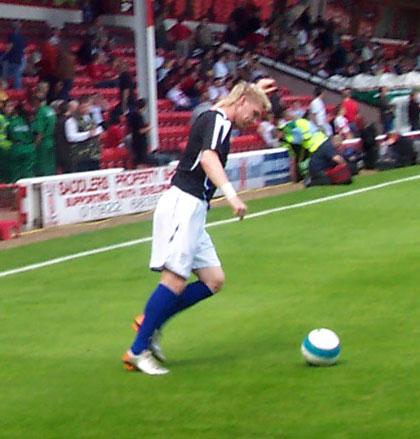
Гарри О’Коннор в 2007 году

В первой половине следующего сезона О’Коннор также не часто выходил на поле, однако после того, как «Хиберниан» покинул главный тренер Алекс Маклиш, а новым наставником «хибс» стал Франк Созе, нападающий стал получать гораздо больше игрового времени. Первый свой гол за клуб О’Коннор забил 2 февраля 2002 года, поразив ворота «Селтика». Несмотря на то, что вскоре у «Хиберниана» вновь сменился тренер, молодой нападающий продолжил получать немало времени на футбольном поле. До конца сезона он отправил в ворота соперников «Хиберниана» ещё 8 мячей, а в марте был признан игроком месяца шотландской Премьер-лиги.
Два следующих года О’Коннор провёл не так уверенно: в сезоне 2002/03 на счету нападающего 7 голов в 23 матчах шотландской Премьер-лиги, в сезоне 2003/04 — 5 в 33. Гораздо более удачно сложился для футболиста сезон 2004/05, когда он забил в общей сложности 20 голов, а «Хиберниан» занял третье место в чемпионате Шотландии.
26 февраля 2006 года стало известно, что О’Коннор за 1,6 миллионов фунтов стерлингов переходит в российский футбольный клуб «Локомотив». Всего за время выступлений за «хибс» футболист отметился 59 голами.

#### «Локомотив»
Дебют футболиста в чемпионате России состоялся 19 марта 2006 года в домашнем матче «Локомотива» против «Крыльев Советов», завершившимся поражением «железнодорожников» со счётом 0:1. 22 марта О’Коннор открыл счёт своим голам в России, поразив ворота московского «Спартака» в четвертьфинале Кубка России. Первый свой гол в Премьер-лиге футболист забил 2 апреля в ворота клуба «Спартак-Нальчик». Всего же в дебютном сезоне в России О’Коннор отметился семью голами в чемпионате страны.
В 2007 году Гарри стал получать в «Локомотиве» гораздо меньше игрового времени, а все свои голы забивал в матчах Кубка России: в четвертьфинале он поразил ворота московского «Динамо», в полуфинале — «Спартака», а в финале — футбольного клуба «Москва». 28 июня 2007 года О’Коннор перешёл в клуб английской Премьер-лиги «Бирмингем Сити».

#### «Бирмингем Сити»
Сумма трансфера нападающего составила 2,7 миллионов фунтов стерлингов. В первой же игре за «Бирмингем» против «Сандерленда» Гарри открыл счёт своим голам в АПЛ. Через 3 дня шотландец впервые вышел в стартовом составе «Бирмингема», однако это появление в основе так и осталось единственным для О’Коннора в 2007 году: нападающий выходил на поле исключительно на несколько минут в концовках матчей. Свой второй гол в составе «синих» Гарри забил 12 января в ворота лондонского «Арсенала». Этот гол оказался последним для нападающего в дебютном сезоне в Премьер-лиге, а его клуб по итогам сезона покинул элиту английского футбола. Ещё по одному голу он забил в Кубке Англии и Кубке лиги.
Начало нового сезона оказалось для футболиста удачным: он забил 3 гола в четырёх первых матчах сезона, однако вскоре получил травму, из-за которой выбыл из строя на месяц. Восстановившись, он сыграл 6 матчей и забил ещё 3 гола, после чего в конце октября вновь травмировался и в следующий раз вышел на поле лишь в марте. Всего же в сезоне 2008/09 нападающий забил 7 голов в 18 матчах за «Бирмингем».
Большую часть сезона 2009/10 О’Коннор пропустил из-за того, что восстанавливался после двух операций. Позднее стало известно, что футболист не играл из-за положительных результатов тестов на допинг. Несмотря на это, по итогам сезона «Бирмингем» продлил контракт с шотландцем ещё на полгода.

#### «Барнсли»
На старте нового сезона О’Коннор вышел на поле в двух играх «Бирмингема», после чего на правах аренды перешёл в клуб «Барнсли». Через месяц он вернулся в «Бирмингем», сыграл в трёх матчах и вновь отправился в аренду в «Барнсли». До конца года он забил за новый клуб два гола и в начале 2011 года подписал с клубом постоянный контракт. В апреле О’Коннор покинул команду, расторгнув контракт с клубом по взаимному согласию.

#### Возвращение в «Хиберниан»
15 июня 2011 года О’Коннор вернулся в «Хиберниан», подписав с клубом соглашение сроком на 1 год. Первый свой гол после возвращения в «хибс» нападающий забил в своём втором матче и принёс клубу победу над клубом «Инвернесс Каледониан Тисл». О’Коннор продемонстрировал отличную форму на старте сезона и в первых 11 матчах после возвращения в Шотландию забил 10 голов. Всего за сезон Гарри забил 16 голов и помог «Хиберниану» сохранить место в шотландской Премьер-лиге, а также выйти в финал Кубка страны. Контракт О’Коннор с клубом истёк 1 июня 2012 года. В тот же день он был признан виновным в хранении кокаина, а спустя месяц приговорён к 200 часам общественных работ.

#### «Томь»
12 июля 2012 на правах свободного агента перешёл в российский клуб «Томь», подписав контракт сроком на 2 года. Футболист так прокомментировал своё возвращение в Россию:
Я постараюсь своим опытом, своим мастерством помочь моим новым партнёрам добиться желаемого результата. Я очень рад тому, что мне удалось подписать контракт с томской командой. Я знаю, что нас ждёт очень серьёзная работа, ведь «Томь» должна вернуться в Премьер-лигу.
1 августа он был заявлен за свою новую команду. 6 августа Гарри дебютировал за «Томь» в матче против калининградской «Балтики», причём на 63 минуте встречи он был удалён с поля.
Свой первый и единственный гол за «Томь» О’Коннор забил 10 сентября в своём третьем матче за томскую команду, поразив ворота красноярского «Енисея».
За томский клуб в первой половине сезона 2012/13 футболист провел 6 матчей и забил 1 гол. 24 декабря 2012 года контракт между «Томью» и О′Коннором был расторгнут по взаимному соглашению сторон.

### В сборной
Впечатляющая результативность футболиста в конце сезона 2001/02 не осталась незамеченной главным тренером национальной сборной Шотландии Берти Фогтсом, который пригласил молодого нападающего в команду. Впервые О’Коннор вышел на поле в составе «тартановой армии» 17 апреля 2002 года в товарищеском матче против сборной Нигерии. Также в 2002 году он принял участие в двух других товарищеских играх: против Южной Кореи и Гонконга.
В 2004 году О’Коннор сыграл 5 матчей за молодёжную сборную Шотландии и отметился двумя голами.
В марте 2005 года О’Коннор после трёхлетнего перерыва вернулся в главную команду страны и вышел на поле в отборочной игре чемпионата мира против сборной Италии. 17 августа 2005 года Гарри забил первый гол за сборную Шотландии, в товарищеском матче поразив ворота австрийцев.
В октябре 2006 года, после победы над сборной Франции футболисты сборной Шотландии получили получили выходной в преддверии матча против Украины, однако О’Коннор в сборную не вернулся. Это не понравилось главному тренеру команды Уолтеру Смиту и в национальную команду он его больше не вызывал.
Вернуться в команду Гарри удалось в 2007 году, после того, как тренером сборной Шотландии стал Алекс Маклиш. В первых двух матчах после возвращения О’Коннор сумел отметиться голами: сначала в товарищеской игре со сборной Австрии, а затем в отборе к Евро 2008 против Фарерских островов. Всего в 2007 году Гарри сыграл за «тартановую армию» в шести матчах.
В сентябре 2009 года футболист вернулся в сборную после двухлетнего перерыва, заменив в команде травмированного Кевина Кайла, и вышел на поле в игре против сборной Нидерландов.

## Статистика

### Клубная
| Клуб               | Сезон            | Лига | Лига | Кубки | Кубки | Еврокубки | Еврокубки | Прочее | Прочее | Итого | Итого |
| Клуб               | Сезон            | Игры | Голы | Игры  | Голы  | Игры      | Голы      | Игры   | Голы   | Игры  | Голы  |
| ------------------ | ---------------- | ---- | ---- | ----- | ----- | --------- | --------- | ------ | ------ | ----- | ----- |
| Питерхед           | 2000/01          | 4    | 1    | 1     | 0     | 0         | 0         | 0      | 0      | 5     | 1     |
| Питерхед           | Итого            | 4    | 1    | 1     | 0     | 0         | 0         | 0      | 0      | 5     | 1     |
| Хиберниан          | 2000/01          | 1    | 0    | 0     | 0     | 0         | 0         | 0      | 0      | 1     | 0     |
| Хиберниан          | 2001/02          | 19   | 9    | 5     | 0     | 0         | 0         | 0      | 0      | 24    | 9     |
| Хиберниан          | 2002/03          | 23   | 7    | 5     | 2     | 0         | 0         | 0      | 0      | 28    | 9     |
| Хиберниан          | 2003/04          | 33   | 5    | 6     | 2     | 0         | 0         | 0      | 0      | 39    | 7     |
| Хиберниан          | 2004/05          | 36   | 14   | 7     | 5     | 2         | 1         | 0      | 0      | 45    | 20    |
| Хиберниан          | 2005/06          | 26   | 11   | 4     | 3     | 2         | 0         | 0      | 0      | 32    | 14    |
| Хиберниан          | 2011/12          | 33   | 12   | 7     | 4     | 0         | 0         | 0      | 0      | 40    | 16    |
| Хиберниан          | Итого            | 171  | 58   | 34    | 16    | 4         | 1         | 0      | 0      | 209   | 75    |
| Локомотив (Москва) | 2006             | 24   | 7    | 3     | 1     | 2         | 0         | 0      | 0      | 29    | 8     |
| Локомотив (Москва) | 2007             | 9    | 0    | 5     | 3     | 0         | 0         | 0      | 0      | 14    | 3     |
| Локомотив (Москва) | Итого            | 33   | 7    | 8     | 4     | 2         | 0         | 0      | 0      | 43    | 11    |
| Бирмингем Сити     | 2007/08          | 23   | 2    | 3     | 2     | 0         | 0         | 0      | 0      | 26    | 4     |
| Бирмингем Сити     | 2008/09          | 16   | 6    | 2     | 1     | 0         | 0         | 0      | 0      | 18    | 7     |
| Бирмингем Сити     | 2009/10          | 10   | 1    | 2     | 0     | 0         | 0         | 0      | 0      | 12    | 1     |
| Бирмингем Сити     | 2010/11          | 3    | 0    | 2     | 0     | 0         | 0         | 0      | 0      | 5     | 0     |
| Бирмингем Сити     | Итого            | 52   | 9    | 9     | 3     | 0         | 0         | 0      | 0      | 61    | 12    |
| Барнсли            | 2010/11          | 22   | 4    | 1     | 0     | 0         | 0         | 0      | 0      | 23    | 4     |
| Барнсли            | Итого            | 22   | 4    | 1     | 0     | 0         | 0         | 0      | 0      | 23    | 4     |
| Томь               | 2012/13          | 6    | 1    | 0     | 0     | 0         | 0         | 0      | 0      | 6     | 1     |
| Томь               | Итого            | 6    | 1    | 0     | 0     | 0         | 0         | 0      | 0      | 6     | 1     |
| Гринок Мортон      | 2014             | 11   | 1    | 0     | 0     | 0         | 0         | 0      | 0      | 11    | 1     |
| Гринок Мортон      | Итого            | 11   | 1    | 0     | 0     | 0         | 0         | 0      | 0      | 11    | 1     |
| Всего за карьеру   | Всего за карьеру | 288  | 80   | 53    | 23    | 6         | 1         | 0      | 0      | 347   | 104   |

### В сборной
| Матчи и голы О’Коннора за сборную Шотландии | Матчи и голы О’Коннора за сборную Шотландии | Матчи и голы О’Коннора за сборную Шотландии | Матчи и голы О’Коннора за сборную Шотландии | Матчи и голы О’Коннора за сборную Шотландии | Матчи и голы О’Коннора за сборную Шотландии |
| ------------------------------------------- | ------------------------------------------- | ------------------------------------------- | ------------------------------------------- | ------------------------------------------- | ------------------------------------------- |
| №                                           | Дата                                        | Оппонент                                    | Счёт                                        | Голы                                        | Соревнование                                |
| 1                                           | 17 апреля 2002                              | Нигерия                                     | 1:2                                         | -                                           | Товарищеский матч                           |
| 2                                           | 16 мая 2002                                 | Южная Корея                                 | 1:4                                         | -                                           | Товарищеский матч                           |
| 3                                           | 23 мая 2002                                 | Гонконг                                     | 4:0                                         | -                                           | Товарищеский матч                           |
| 4                                           | 26 марта 2005                               | Италия                                      | 0:2                                         | -                                           | Отборочные матчи ЧМ-2006                    |
| 5                                           | 17 августа 2005                             | Австрия                                     | 2:2                                         | 1                                           | Товарищеский матч                           |
| 6                                           | 12 октября 2005                             | Словения                                    | 3:0                                         | -                                           | Отборочные матчи ЧМ-2006                    |
| 7                                           | 12 ноября 2005                              | США                                         | 1:1                                         | -                                           | Товарищеский матч                           |
| 8                                           | 2 сентября 2006                             | Фарерские острова                           | 6:0                                         | 1                                           | Отборочные матчи ЧЕ-2008                    |
| 9                                           | 7 октября 2006                              | Франция                                     | 1:0                                         | -                                           | Отборочные матчи ЧЕ-2008                    |
| 10                                          | 30 мая 2007                                 | Австрия                                     | 1:0                                         | 1                                           | Товарищеский матч                           |
| 11                                          | 6 июня 2007                                 | Фарерские острова                           | 2:0                                         | 1                                           | Отборочные матчи ЧЕ-2008                    |
| 12                                          | 22 августа 2007                             | ЮАР                                         | 1:0                                         | -                                           | Товарищеский матч                           |
| 13                                          | 8 сентября 2007                             | Литва                                       | 3:1                                         | -                                           | Отборочные матчи ЧЕ-2008                    |
| 14                                          | 12 сентября 2007                            | Франция                                     | 1:0                                         | -                                           | Отборочные матчи ЧЕ-2008                    |
| 15                                          | 13 октября 2007                             | Украина                                     | 3:1                                         | -                                           | Отборочные матчи ЧЕ-2008                    |
| 16                                          | 9 сентября 2009                             | Нидерланды                                  | 0:1                                         | -                                           | Отборочные матчи ЧМ-2010                    |

Итого: 16 матчей / 4 гола; 10 побед, 2 ничьи, 4 поражения.

## Достижения

### Командные
«Хиберниан»
- Кубок шотландской лиги Финалист: 2003/04
- Кубок Шотландии Финалист: 2011/12

«Бирмингем Сити»
- Чемпионат Футбольной лиги Вице-чемпион: 2008/09
- Кубок Футбольной лиги: 2010/11

«Локомотив»
- Кубок России: 2006/07

## Индивидуальные
- Игрок месяца шотландской Премьер-лиги: март 2002